# Ondřej Kraják
Ondřej Kraják (* 20. dubna 1991 v Hradci Králové) je český kondiční a fitness trenér.  V minulosti působil jako fotbalový záložník či útočník, profesionální fotbalovou kariéru ukončil v roce 2014.

## Klubová kariéra
Svoji fotbalovou kariéru začal v Hradci Králové, odkud zamířil ještě jako dorostenec do Sparty Praha. V roce 2009 se v mužstvu propracoval do seniorské kategorie a hrál za B-tým. Před ročníkem 2011/12 odešel na hostování do Bohemians Praha 1905. V létě 2013 se vrátil do Hradce Králové, kam přestoupil. V druholigové sezoně 2013/14 postoupil s Hradcem Králové do nejvyšší soutěže. Po roce však klub sestoupil zpět do druhé ligy. 
Jeho fotbalovou kariéru provázela vážná zranění, v 19 letech si v koleni přetrhl přední zkřížený vaz a profesionální fotbalovou kariéru ukončil v roce 2014 po zranění druhého kolena. Následně hrál fotbal v nižších soutěžích, kde hrál třetí ligu za Union Nový Bydžov, poté druhou ligu za Vyšehrad a 1. A třídu za Libišany.

## Trenérská kariéra
Po skončení profesionální fotbalové kariéry se věnoval trénování fitness a v roce 2018 se stal kondičním trenérem České fotbalové reprezentace do 21 let. V Hradci Králové provozuje posilovnu.